# متعدد ثنائي ميثيل السيلوكسان
متعدد ثنائي ميثيل السيلوكسان (أو بولي ديميثل سيلوكسان، اختصاراً PDMS) ينتمي إلى مجموعة من المركبات البوليمرية العضوية التي يشار إليها عادة باسم السيليكون. PDMS هو الأكثر استخداما على نطاق واسع في البوليمرات العضوية القائمة على السيليكون، وكما هو معروف لا سيما لخصائصه الريولوجية الغير عادية (أو التدفق). PDMS من الواضح بصريا، وبصفة عامة، خامل، وغير سام، وغير قابل للاشتعال. ويسمى أيضا الميثيكون، وهو واحد من عدة أنواع من زيت السيليكون (بلمرة siloxane). وتتراوح تطبيقاته من العدسات اللاصقة والأجهزة الطبية إلى اللدائن. كما أنه موجود في الشامبو (كما الميثيكون يجعل الشعر لامع وناعم)، الطعام (عامل مضاد للرغوة)، السد، ومواد التشحيم، والرمل الحركي، والبلاطات المقاومة للحرارة.
أسماء أخرى:
PDMS
dimethicone
dimethylpolysiloxane
E900

## الاستخدامات
السطحي وكلاء رغوة 
PDMS هو السطحي المشترك وهو مكون من defoamers، والتي تستخدم لقمع تشكيل الرغاوي. يستخدم PDMS في شكل معدل باعتبارها توغل حشائش وهو عنصر حاسم في الطلاءات صد الماء، مثل المطر-X. 
السوائل الهيدروليكية والتطبيقات ذات الصلة دايميثيكون هو أيضا السائل سيليكون نشط في السيارات لزجة فروق زلة محدودة وصلات. هذا عادة ما يكون عنصر OEM غير صيانتها ولكن يمكن استبدالها مع نتائج الأداء مختلطة بسبب الفروق في فعالية الناجمة عن الأوزان الملء أو pressurizations غير القياسية.
الطباعة الحجرية الناعمة 
يستخدم PDMS عادة باسم الراتنج ختم في الإجراء من الطباعة الحجرية الناعمة، مما يجعلها واحدة من أكثر المواد استخداما للتسليم التدفق في رقائق على microfluidics. عملية الطباعة الحجرية الناعمة تتكون من خلق طابع مرن، والتي تمكن من نقل أنماط سوى عدد قليل من نانومتر في الحجم على الزجاج والسيليكون أو البوليمر السطوح. مع هذا النوع من التقنية، فمن الممكن لإنتاج الأجهزة التي يمكن استخدامها في مجالات الاتصالات البصرية أو البحوث الطبية الحيوية. يتم إنتاج الطوابع من التقنيات العادية للضوئيه أو شعاع الإلكترون الطباعة الحجرية. يعتمد القرار على القناع يستخدم ويمكن أن تصل إلى 6 نانومتر. 
في النظم الطبية الحيوية (أو البيولوجية) الميكروية (البيولوجية MEMS)، يتم استخدام الطباعة الحجرية الناعمة على نطاق واسع لعلى microfluidics في كلا السياقين العضوية وغير العضوية. وتستخدم رقائق السليكون لتصميم القنوات، ومن ثم يتم سكب PDMS على هذه الرقائق وتترك لتتصلب. عند إزالتها، حتى تبقى اصغر التفاصيل مطبوع في PDMS. مع هذه الكتلة PDMS معين، ويجري تعديل سطح ماء باستخدام تقنيات الحفر البلازما. العلاج البلازما يعطل السندات السيليكون والأوكسجين السطح، ويتم وضعها على شريحة زجاجية المعالجة البلازما عادة على الجانب تفعيلها من PDMS (الجانب، المعالجة البلازما الآن ماء مع بصمات). مرة واحدة ترتدي تفعيل قبالة والسندات تبدأ في إصلاح، وشكلت السندات السيليكون الأكسجين بين ذرات سطح الزجاج، وذرات سطح PDMS، والشريحة يصبح مختومة بشكل دائم إلى PDMS، مما يؤدي إلى خلق قناة للماء. مع هذه الأجهزة، يمكن للباحثين الاستفادة من مختلف تقنيات الكيمياء السطحية لأداء وظائف مختلفة وخلق فريدة من نوعها المختبر على واحد في رقاقة أجهزة للاختبار مواز السريع. يمكن PDMS يكون عبر ربط في الشبكات وهو نظام يستخدم عادة لدراسة مرونة الشبكات البوليمر. [بحاجة لمصدر] PDMS يمكن نمط مباشرة من قبل الطباعة الحجرية سطح المسؤول. 
يتم استخدام PDMS في صنع الاصطناعية أبو بريص التصاق المواد اللاصقة الجافة، حتى الآن فقط في كميات الفحص المخبري. 
استخدام بعض الباحثين الالكترونيات مرونة PDMS بسبب انخفاض تكلفته، تلفيق سهلة، والمرونة، والشفافية البصرية. 
الطب ومستحضرات التجميل 
الميثيكون المنشط، وهي مزيج من polydimethylsiloxanes وثاني أكسيد السيليكون (التي تسمى أحيانا سيميثيكون)، وغالبا ما يستخدم في أكثر من وصفة طبية وكيلا رغوة وطارد للريح. كما اقترح على الأقل لاستخدامها في العدسات اللاصقة. 
الجلد 
يستخدم PDMS مختلفة في صناعة مستحضرات التجميل والمنتجات الاستهلاكية كذلك. على سبيل المثال، PDMS يمكن استخدامها في علاج قمل الرأس على فروة الرأس والميثيكون يستخدم على نطاق واسع في المستحضرات الجلد ترطيب حيث هو مدرج كمكون نشط هدفها هو «حماية الجلد.» بعض المستحضرات التجميلية تستخدم الميثيكون والبوليمرات siloxane ذات الصلة في تركيزات من استخدام ما يصل إلى 15٪. وقد أبرمت مراجعة مكونات مستحضرات التجميل و(سي آي آر) فريق الخبراء أن الميثيكون والبوليمرات ذات الصلة «آمنة كما يستخدم في مستحضرات التجميل.» 
الشعر 
PDMS مركبات مثل أمو ثنائي ميثيكون، هي مكيفات فعالة عندما وضعت لتتكون من جسيمات صغيرة، وتكون قابلة للذوبان في الماء أو الكحول / بمثابة السطحي (وخاصة للشعر التالف )، وهي أكثر حتى تكييف لل شعر من دايميثيكون المشترك و / أو copolyols دايميثيكون. 
الأطعمة 
وأضاف PDMS إلى العديد من الزيوت الطبخ (وكيلا رغوة) لمنع بقع الزيت أثناء عملية الطهي. ونتيجة لهذا، PDMS يمكن العثور بكميات ضئيلة جدا في العديد من المواد الغذائية السريعة مثل الدجاج ماك ناجتس والبطاطس المقلية ماكدونالدز، والبطاطس المقلية ويندي.